# MIL-53
MIL-53是一种金属有机框架材料，名称中字母缩写MIL为Matériaux de l′Institut Lavoisier，它由圣康丁昂伊夫利纳-凡尔赛大学拉瓦锡研究所的Gérard Férey组所合成。目前已知其它三价金属的类似物，如Al、Fe等。不同种类的MIL-53材料按下述区分：MIL-53as（as = as synthesized（合成原态），使用了对苯二甲酸）、MIL-53lt（lt = low temperature（低温），低温改性）和MIL-53ht（ht = high temperature（高温），高温改性）。